# Ганго-дзи
Ганго-дзи (яп. 元興寺 Gangō-ji) — древний буддийский храм в Японии в городе Нара. Храм охраняется как объект Всемирного наследия ЮНЕСКО.

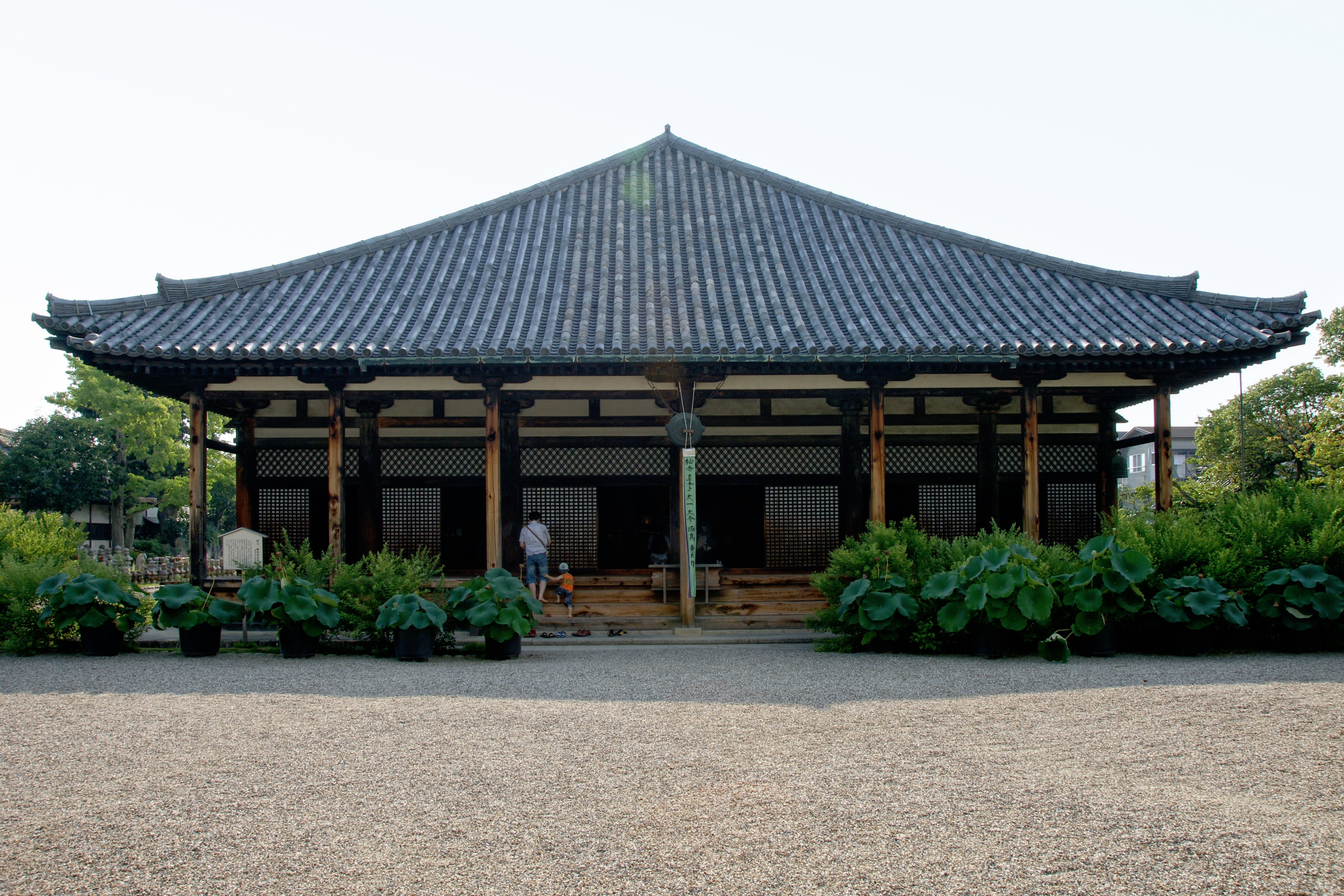
Храм Ганго-дзи

Весь храмовый комплекс включает три исторических объекта. Лучше всего сохранился Гокурабо, сохранился также зал дзэн.
Храм также использовался школами санрон, хоссо и куся, основатель Досё читал в нём проповеди. Храм входит в число семи крупнейших южных храмов юга. Храмом владели многие буддийские школы. Сейчас он подчинён храму Тодай-дзи школы кэгон-сю.
Храм был основан в VI веке, серьёзно пострадал от пожара в 1451 году.